# La playa (canción de La Oreja de Van Gogh)
«La playa» es el tercer sencillo del álbum El viaje de Copperpot, segundo disco de La Oreja de Van Gogh, y fue escrito 6 años antes de su publicación en el disco. Más conocida como La canción más bonita del mundo, por ser la frase con la que comienza el estribillo. Está considerada, entre otras, como una de las canciones más memorables y recordadas del grupo.

## Acerca de la canción
El tema está dedicado a la famosa Playa de La Concha, en San Sebastián, donde los componentes de la banda pasaban su tiempo libre, sus veranos y su infancia. Fue escrito íntegramente por Xabi San Martín. Como él mismo dijo en su día, es un canto a la añoranza y a la nostalgia, a la vez que representa la madurez de la peculiar forma de entender la música que tiene el grupo donostiarra.

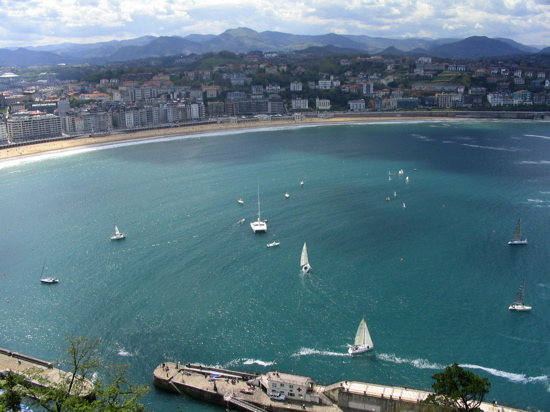
Playa de La Concha.

La canción, que se publicó como sencillo además de estar listada la cuarta canción de El viaje de Copperpot, se mantuvo durante dos semanas en lo más alto de la lista de Los 40 Principales, y tuvo una gran repercusión en el panorama musical de toda España[cita requerida], llegando a ser clasificada como una de las mejores canciones lentas en español de toda la historia[cita requerida], y siendo aún recordada, ya como un clásico.
La frase con la que arranca el estribillo, "te voy a escribir la canción más bonita del mundo", es ya un verso popularmente conocido por todos y difícil de olvidar, razón por la que la canción también se conoce por el título
La canción más bonita del mundo. De hecho, Joaquín Sabina hizo un guiño[cita requerida] a estas palabras dos años después, en 2002, en los últimos acordes de una de las canciones de su disco Dímelo en la calle llamada "La canción más hermosa del mundo", donde pronuncia algo muy similar: "yo quería escribir la canción más hermosa del mundo', confirmando la consagración final que La playa supone para La Oreja de Van Gogh.[cita requerida]
A pesar de lo que pueda parecer, el tema central de la canción podría no ser un joven amor de verano que, aunque está presente como acción secundaria de lo que sucede en el entorno, se podría ver eclipsado por la playa en sí. La canción, bajo cierta perspectiva es, por tanto, un diálogo entre el autor y una playa con rasgos personificados, que casi interactúa con él y a la que él trata como si fuese en realidad otra persona, donde los recuerdos se van acumulando. Están los siguientes versos que defienden esta interpretación: "te vería cada día amanecer" y "el día de la despedida de esta playa de mi vida te hice una promesa".
Comenzó a ser interpretada durante la gira del Viaje de Copperpot y hasta la fecha es interpretada con su nueva vocalista Leire Martínez. Amaia Montero la interpreta en sus conciertos en solitario, como lo hizo en Perú en el 2007.
En 2009 fue versionada por el grupo para el álbum Nuestra casa a la izquierda del tiempo, una versión en la que se incorpora la sección de cuerdas de la Orquesta Sinfónica de Bratislava.
En 2012, el grupo encontró el primer manuscrito de la canción y publicó una foto en su Facebook oficial donde se pueden apreciar todos los cambios en la letra.

## Videoclip
El vídeo de la canción se rodó en Barcelona, y su grabación fue relativamente simple. Dentro de una casa bien amueblada, nos encontramos a los cinco miembros de La Oreja de Van Gogh sentados o tumbados en sofás, a la vez que tocando cada uno su instrumento (cantando, en el caso de Amaia), mientras unos peces computarizados les rodean y bucean entre ellos.
Al mismo tiempo, los acontecimientos se suceden en una pecera, donde se ve a un niño jugando con una niña de su misma edad, y dándole un supuesto primer beso al final del primer estribillo. La historia pasa de pronto 50 años (por el verso más de cincuenta veranos, hace hoy que no nos vemos) y se puede ver a aquel niño, ya muy envejecido, tirando piedras al mar y esperando el regreso de su primer amor, algo que no sucederá.
Finalmente, ese mismo hombre aparece por la puerta de la habitación, donde ya no están los componentes del grupo, echa algo de comer a los peces dentro de esa pecera, se sienta en frente de ella y, como si de una televisión se tratase, agarra el mando a distancia y apaga la pecera, a la postre la ventana para ver lo que está pasando. A medida en que la pantalla se disuelve en negro, aparece brevemente un pequeño pez computarizado que luego desaparece completamente de ésta.
Los hechos se van intercalando entre la pecera y la habitación, aunque al final parece descubrirse que todo lo que ocurrió (los chicos cantando y tocando, los peces pasando, los niños jugando), en realidad ha pasado sólo dentro de la pecera, que sirve como baúl de los recuerdos al anciano, donde se guarda su historia. Lo anterior, da como resultado una especie de mundo alternativo donde los sentimientos trascienden de un nivel a otro.

## Canciones
Sencillo Promocional
1. «La Playa» - 4:07

Sencillo Comercial
1. «La Playa» - 4:07
2. «París» - 3:45
3. «Cuídate» - 2:48
4. «Tic Tac» - 3:38
5. Pista multimedia con biografía, entrevistas y letras

## Otras versiones
En 2019 fue versionada por Manel Navarro, en el programa de La 1 de TVE La mejor canción jamás cantada.

## Posicionamiento en listas
| Lista (2001-2002)                            | Mejor posición |
| -------------------------------------------- | -------------- |
| Costa Rica (Notimex)                         | 5              |
| España (PROMUSICAE)                          | 9              |
| Estados Unidos (Billboard Hot Latin Tracks)  | 30             |
| Estados Unidos (Billboard Latin Pop Airplay) | 18             |